# Earith
Earith est une paroisse civile et un village du Cambridgeshire, en Angleterre.